# Marco Pantani
Marco Pantani (Cesenatico, Itàlia, 13 de gener de 1970 - Rimini, Itàlia, 14 de febrer de 2004) va ser un destacat ciclista italià.
Amb una alçada d'1,72 metres i 57 quilos de pes, Pantani tenia la planta clàssica d'un escalador. Es va donar a conèixer internacionalment en el Giro de 1994 en què, en una mítica etapa al cim del Mortirolo, va aconseguir deixar despenjat primer a Miguel Induráin i, posteriorment, a Ievgueni Berzin, qui tanmateix acabaria sent el vencedor final de la prova.Aquell mateix any va debutar al Tour, aconseguint la tercera posició a la classificació final i obtenint la victòria d'etapa al mític cim de l'Aup d'Uès. Just quan començava a consolidar-se, Pantani va patir un terrible xoc amb un vehicle durant la cursa Milà - Torí que li va provocar una doble fractura a la cama.
El 1997, recuperat de la greu lesió, va tornar a la competició, però durant el Giro va patir novament una caiguda en topar amb un gat negre que creuava la carretera, havent d'abandonar la cursa. Al Tour d'aquest any va protagonitzar una intensa lluita pel mallot groc; però tot i mostrar-se molt fort a la muntanya, Jan Ullrich, molt superior a les etapes contrarellotge, va saber limitar les pèrdues de temps als Alps i als Pirineus aconseguint la victòria final i relegant Pantani a la tercera posició.
Tanmateix, l'any següent (1998) Pantani va aconseguir derrotar a Ullrich a l'aconseguir sobre ell un avantatge de 7 minuts en una mítica etapa de muntanya al Galibier. Tot i que Ullrich va intentar de totes totes recuperar el temps perdut en les etapes posteriors, la remuntada no va ser possible i Pantani es va convertir en el primer italià, des de Felice Gimondi, en vestir el mallot groc a París. La seva gesta va ser molt notable, ja que durant anys el Tour havia estat dominat per especialistes de la contrarellotge com Miguel Induráin, Jan Ullrich i Bjarne Riis, des dels temps de Lucien van Impe cap escalador havia obtingut la victòria, i el seu èxit, en certa manera, va fer resorgir la llegenda de l'especialista de la muntanya.
El mateix any es va imposar en un Giro amb multitud d'etapes de muntanya. L'avantatge que va obtenir als cims italians, on va guanyar dues etapes, li va permetre superar finalment a especialistes de la contrarellotge com Alex Zülle i Pàvel Tonkov.
L'excel·lent 1998 li és reconegut amb l'obtenció de la Bicicleta d'or, premi que reconeix el millor ciclista de l'any i que entrega la revista Velo Magazine.
Al Giro de 1999, després d'imposar-se a quatre etapes, i sent el líder de la carrera, va ser desqualificat en observar-se alts nivells d'hematòcrit a la seva sang, el que suggeria un cas de dopatge amb EPO, tot i que aquest extrem no va poder ser provat de forma concloent. Al Tour del 2000 va córrer sense possibilitats de victòria tot i que va mostrar la seva qualitat a la muntanya, imposant-se en l'ascens al Ventor, per davant de Lance Armstrong, que no li va disputar la victòria, fet que va fer enfadar a Pantani. Aquesta va ser la seva darrera victòria, i en endavant, només va pujar a la bicicleta en comptades ocasions.
Tot i l'acusació de dopatge (que ell sempre va negar), la popularitat de Pantani no es va veure gaire ressentida, ja que els seus atacs explosius animaven les carreres, després d'anys de domini per part dels especialistes en la contrarellotge.
Considerat per molts com el millor escalador de la seva generació, sobretot gràcies a les seves victòries de l'any 1998. La cinta que acostumava a portar al seu cap calb, i el seu estil atacant, li varen valdre el sobrenom de 'Il Pirata'.
El 14 de febrer de 2004, afectat per una forta depressió, Pantani va morir a un hotel de Rimini, Itàlia; existeixen diverses versions sobre la causa de la seva mort, des d'un suïcidi a base de medicaments, fins a una sobredosi de droga.

## Palmarès
- 1991
  - Vencedor d'una etapa al Girobio
- 1992
  - 1r al Girobio i vencedor de 2 etapes
- 1994
  - Vencedor de 2 etapes del Giro d'Itàlia
  -  1r de la Classificació dels joves del Tour de França
- 1995
  - Vencedor d'una etapa a la Volta a Suïssa
  -  1r de la Classificació dels joves del Tour de França i vencedor de 2 etapes
- 1997
  - Vencedor de 2 etapes del Tour de França
- 1998
  -  1r al Tour de França i vencedor de 2 etapes
  -  1r al Giro d'Itàlia,  Classificació de la muntanya i vencedor de 2 etapes
  - 1r A través de Lausana
  - Vencedor d'una etapa a la Volta a Múrcia
- 1999
  - 1r a la Volta a Múrcia i vencedor d'una etapa
  - Vencedor d'una etapa a la Setmana Catalana
  - Vencedor de 4 etapes del Giro d'Itàlia
- 2000
  - 1r a l'Acht van Chaam
  - Vencedor de 2 etapes del Tour de França

### Resultats al Tour de França
- 1994. 3r de la classificació general.  1r de la Classificació dels joves
- 1995. 13è de la classificació general. Vencedor de 2 etapes i  1r de la Classificació dels joves
- 1997. 3r de la classificació general. Vencedor de 2 etapes
- 1998.  1r de la classificació general. Vencedor de 2 etapes
- 2000. Abandona (17à etapa) Vencedor de 2 etapes

### Resultats al Giro d'Itàlia
- 1993. Abandona (18à etapa)
- 1994. 2n de la classificació general. Vencedor de 2 etapes
- 1997. No surt (9à etapa)
- 1998.  1r de la classificació general. Vencedor de 2 etapes i  classificació de la muntanya
- 1999. Exclòs per resultats de sang amb alts nivells d'Hematòcrit. Vencedor de 4 etapes
- 2000. 28è de la classificació general.
- 2001. Exclòs per dopatge
- 2002. Abandona (16à etapa)
- 2003. 14è de la classificació general.

### Resultats a la Volta a Espanya
- 1995. No surt (17à etapa)
- 2001. Abandona (11à etapa)